# Mala Kosnica
 Mala Kosnica  falu Horvátországban Zágráb megyében. Közigazgatásilag Velika Goricához tartozik.

## Fekvése
Zágráb központjától 10 km-re délkeletre, községközpontjától 5 km-re északra, a Túrmező síkságán, közvetlenül a zágrábi repülőtér és az A3-as autópálya mellett fekszik. 

## Története
Kosnicát még birtokként 1217-ben említik először. 1225-ben IV. Béla még szlavón hercegként a zágrábi várhoz tartozó egyes jobbágyokat nemesi rangra emelt, akik mentesültek a várispánok joghatósága alól és a zágrábi mező (Campi Zagrabiensis) nemeseinek közössége, azaz saját maguk által választott saját joghatóság (comes terrestris) alá kerültek. Az így megalakított Túrmezei Nemesi Kerülethez tartozott Kosnica is. 
A túrmezei kerület megszüntetése után a falut is a Zágráb vármegyéhez  csatolták. Kosnicának 1857-ben 187, 1910-ben 264 lakosa volt. Trianon előtt Zágráb vármegye Nagygoricai járásához tartozott. Mala Kosnica csak 1948 után vált Kosnica településből, melynek nagyobbik része a Velika Kosnica nevet kapta. 2001-ben Mala Kosnicának mindössze 20 háztartása és 58 lakosa volt. 1961-óta lakosságának száma a felére csökkent. A lakosság csökkenéséhez nagyban hozzájárul a repülőtér és az autópálya közelsége.

## Lakosság
| Lakosság változása | Lakosság változása | Lakosság változása | Lakosság változása | Lakosság változása | Lakosság változása | Lakosság változása | Lakosság változása | Lakosság változása | Lakosság változása | Lakosság változása | Lakosság változása | Lakosság változása | Lakosság változása | Lakosság változása |
| ------------------ | ------------------ | ------------------ | ------------------ | ------------------ | ------------------ | ------------------ | ------------------ | ------------------ | ------------------ | ------------------ | ------------------ | ------------------ | ------------------ | ------------------ |
| 1857               | 1869               | 1880               | 1890               | 1900               | 1910               | 1921               | 1931               | 1948               | 1953               | 1961               | 1971               | 1981               | 1991               | 2001               |
| 0                  | 0                  | 0                  | 0                  | 0                  | 0                  | 0                  | 0                  | 0                  | 92                 | 107                | 91                 | 80                 | 70                 | 58                 |